# Расмуссен, Карл Оге
Карл Оге Расмуссен (дат. Karl Aage Rasmussen; род. 13 декабря 1947) — датский композитор, музыкальный теоретик и историк музыки, представитель течения «музыка о музыке». Основатель и художественный директор ряда коллективов классической музыки и фестиваля новой музыки NUMUS, профессор Королевской академии музыки.

## Биография
Родился в семье наборщика и учительницы шитья. Музыкой впервые занялся по настоянию родителей, когда семья приобрела пианино, но уже с семи или восьми лет увлёкся сочинением музыки. Позже начал брать уроки фортепиано и композиции у Эдмунда Хансена — преподавателя Королевской Датской консерватории и руководителя полупрофессионального городского оркестра — и уроки скрипки у Эмиля Тельманьи. Окончил Королевскую академию музыки в Орхусе, где учился композиции у Пера Нёргора и Пелле Гудмундсена-Хольмгрена. С 1969 года стал преподавателем в этой же академии (в 1998—2007 годах профессор).
Основатель и руководитель ансамбля новой музыки The Elsinore Players (1975—1986), в 1986 году основал театральный коллектив Danish Piano Theatre, с 1991 по 1997 год художественный директор музыкального коллектива Esbjerg Ensemble, в 1997—2002 годах художественный директор Athelas Sinfonietta Copenhagen. В 1978 году основал и до 2002 года оставался директором фестиваля новой музыки NUMUS.

## Творчество
Первое значительное оркестровое произведение — «Симфония для юных влюблённых» (1967), в дальнейшем создал многочисленные произведения для камерного оркестра и виртуозные пьесы для отдельных инструментов (серия Encores). В 1970-е годы работал в технике «музыка о музыке» (дат. musik på musik), заключающейся в разбивке классических произведений на компоненты, которые затем собираются в новые структуры в зависимости от контекста. К работам этого творческого периода относятся сочинения «Genklang» (с дат. — «Резонанс», 1972), «Anfang und Ende» (1973). «Berio Mask» (1977). Вначале Расмуссен использовал элементы, достаточно большие для того, чтобы быть узнанными как уже звучавшие ранее, но в дальнейшем сократил продолжительность используемых музыкальных фраз, в некоторых случаях всего до 4 нот. Крайней формой повторного использования музыкальных идей музыковед Йеан Кристенсен называет сочинение «Contrafactum» — свободную переработку в стиле Стравинского свободной обработки Шёнбергом концерта соль минор для виолончели с оркестром Георга Монна.
В более поздних работах, таких как «Симфония времени» (1982), композитор уделяет основное внимание передаче ощущений времени, движения и взаимосвязанности. В концерте «Sinking Through the Dream Mirror» (1993) использована фрактальная техника Автор двух опер — «Иеффай» (1976—1977) и «Гибель „Титаника“» (для последней сам написал либретто на основе поэмы Х. М. Энценсбергера). Кроме того, написал мюзикл для радио «Йонас» на тексты Поуля Борума (1978—1980) и «театральную концертную пьесу» «Маяковский» (1977—1978, с либретто, основанным на пьесе самого́ Маяковского).
Автор биографий Гленна Гульда (2001), Роберта Шумана (2004), Святослава Рихтера (2007), Джорджа Гершвина (2013). Также выпустил книги по темам музыки и её взаимосвязи с обществом:
- «Можете ли вы услышать время» (дат. Kan man høre tiden, 1998);
- «Если у мира есть звук» (дат. Har verden en klang, 2000);
- «Творческая ложь» (дат. Den kreative løgn, 2001)[4].

С 1986 года часть времени проживал за пределами Дании, в Риме